# 贝尼柳普
贝尼柳普，是西班牙巴伦西亚自治区阿利坎特省的一个市镇。总面积3km2，总人口97人（2001年），人口密度32人/km2。